# Fredrik Åhlström
Fredrik Åhlström, född 1956, en svensk friidrottare (mångkamp), tävlande för IFK Växjö.